# 国立陽明大学
国立陽明大学（こくりつようめいだいがく、英語: National Yang Ming University、公用語表記: 國立陽明大學）は、台北市北投区立農街二段155号に本部を置く中華民国の国立大学。1975年創立、1994年大学設置。大学の略称はNYMU。
前身は1975年に設立された国立陽明医学院であり、現在も医学単科大学として医療関係者の育成を目標とした教育を行っている、そして指定国立研究大学7校の一つに指定される。2021年2月に国立交通大学と統合し「国立陽明交通大学」となる。

## キャンパス
陽明大学は台北盆地の東北に位置する唭哩岸上に位置している。キャンパスには本部棟、医学校舎、歯学校舎、伝統医学校舎、看護学校舎、実験棟、研究棟、実験動物センター、図書館、大講堂で構成されている。また1,600人収容可能な学生宿舎を男女別で完備するなど、充実した施設となっている。

## 沿革
| 年     | 月日   | 事跡 |
| ------ | ------ | --- |
| 1971年 | 1月    | 学校設置の認可を受ける |
| 1975年 | 3月    | 第1回学生募集（医学系120名）を開始 農村医療改革にあわせ全員公費教育を採用                                                                                       |
| 1975年 | 5月5日 | 国立陽明医学院として開校 |
| 1976年 | 10月   | 牙医学系の学生募集を開始 |
| 1977年 | 8月    | 微生物学科を新設 |
| 1978年 | 8月    | 内科学科、外科学科、病理学科、社会医学科を新設 |
| 1980年 | 8月    | 微生物及免疫学研究所修士コースを新設 |
| 1981年 | 8月    | 生物化学研究所修士コースを新設 |
| 1984年 | 8月    | 微生物免疫研究所博士コースを新設 医学工程研究所修士コースを設置                                                                                                 |
| 1986年 | 8月    | 臨床医学研究所博士コース、護理学院を新設 |
| 1988年 | 8月    | 伝統医学研究所修士コース、解剖科学研究所修士コース、健医系を新設 私費学生20名を初めて募集                                                                       |
| 1989年 | 8月    | 医務管理研究所修士コースを新設 |
| 1991年 | 8月    | 生物学研究所博士コース、医学工程研究所博士コース、伝統医薬学研究所修士コースを新設                                                                              |
| 1992年 | 8月    | 薬理学研究所博士コース、遺伝学研究所博士コース、衛生福利研究所修士コース、牙医科学研究所修士コース、臨床護理研究所修士コースを新設 健医学系を物理治療学系と改称 |
| 1993年 | 8月    | 社区護理学研究所修士コース、口腔生物研究所修士コースを新設 社会人護理人員学士学位進修コースの履修生募集を停止 夜間部護理系を新設                                |
| 1994年 | 7月1日 | 国立陽明大学と改称 |
| 1995年 | 8月    | 生物薬学研究所修士コース、寄生虫研究所修士コースを設置 |
| 1996年 | 3月    | 免疫学研究センター、社区医学研究センター、細胞曁分子生物学研究センターを設置                                                                                    |
| 1996年 | 8月    | 護理学院、生命科学系、公共衛生研究所博士コースを新設 |
| 1997年 | 3月    | 医学工程研究センターを設置 |
| 1998年 | 8月    | 伝統医薬学研究所博士コース、寄生虫研究所博士コース、環境衛生学研究所修士コースを新設                                                                            |
| 1999年 | 8月    | 物理治療研究所修士コースを新設 |
| 2000年 | 8月    | 牙医学院を新設 |
| 2021年 | 2月1日 | 国立陽明交通大学と改称 |

## 組織
| | |
| - 医学院 - 医学系 - 社会医学科 - 臨床医学研究所 - 伝統医薬学研究所 - 救急医療研究所 - 生理学研究所 - 薬理学研究所 - 熱帶医学研究所 - 解剖学・細胞生物学研究所 - 公共衛生研究所 - 医務管理研究所 - 衛生福利研究所 - 環境衛生研究所 - 衛生情報対策研究所 - 歯学院 - 歯学系 - 臨床歯学研究所 - 口腔生物研究所 - 看護学院 - 看護学系 - 臨床看護研究所 - 地域看護研究所 - 看護学研究所 | - 医学技術システム学院 - 医学生物技術・試験学系 - 医療放射技術学系 - 物理治療系/研究所 - 医学システム研究所 - 放線治療学研究所 - 医学生物技術研究所 - リハビリ研究所 - 生医光電システム研究所 - 生命科学院 - 生命科学系 - 遺伝子科学研究所 - 微生物・免疫学研究所 - 生物データ研究所 - 生化・分子生物研究所 - 神経科学研究所 - 生物薬学研究所 |

## 教員

### 歴代学長
| 区分        | 代         | 氏名   | 任期                                      |
| ----------- | ---------- | ------ | ----------------------------------------- |
| 医学院      | 初代       | 韓偉   | 1973年5月～1984年6月                      |
| 医学院      | 第2代      | 于俊   | 1984年6月～1990年6月                      |
| 医学院 大学 | 第3代 初代 | 韓韶華 | 1990年6月～1994年8月 1994年8月～1996年6月 |
| 大学        | 第2代      | 張心湜 | 1996年6月～1999年6月                      |
| 大学        | 第3代      | 曽志朗 | 1999年6月～2000年6月                      |
| 大学        | 第4代      | 呉妍華 | 2000年6月～2010年2月                      |
| 大学        | 第5代      | 梁賡義 | 2010年2月～2017年12月                     |
| 大学        | 第6代      | 郭旭崧 | 2017年12月～                              |

## 主な出身者
- 張鴻仁
- 徐永年
- 鄭宏志
- 謝世良
- 連加恩
- 謝仁俊
- 璩大成
- 宋晏仁
- 邱淑媞
- 洪任諭 - 内科医、ソフトウェア開発者
- 王必勝 - 呼吸器内科医、新型コロナ対策専門家

## UST-台湾連合大学システム
- 国立清華大学/National Tsing Hua University, University System of Taiwan（有名な理学）
- 国立交通大学/National Chiao Tung University, University System of Taiwan（有名な工学）
- 国立陽明大学/National Yang Ming University, University System of Taiwan（有名な医学）
- 国立中央大学/National Central University, University System of Taiwan（有名な天文学と地学）